# Partido judicial de Castellote
El partido judicial de Castellote fue un antiguo partido judicial español, perteneciente a la provincia de Teruel.

## Descripción

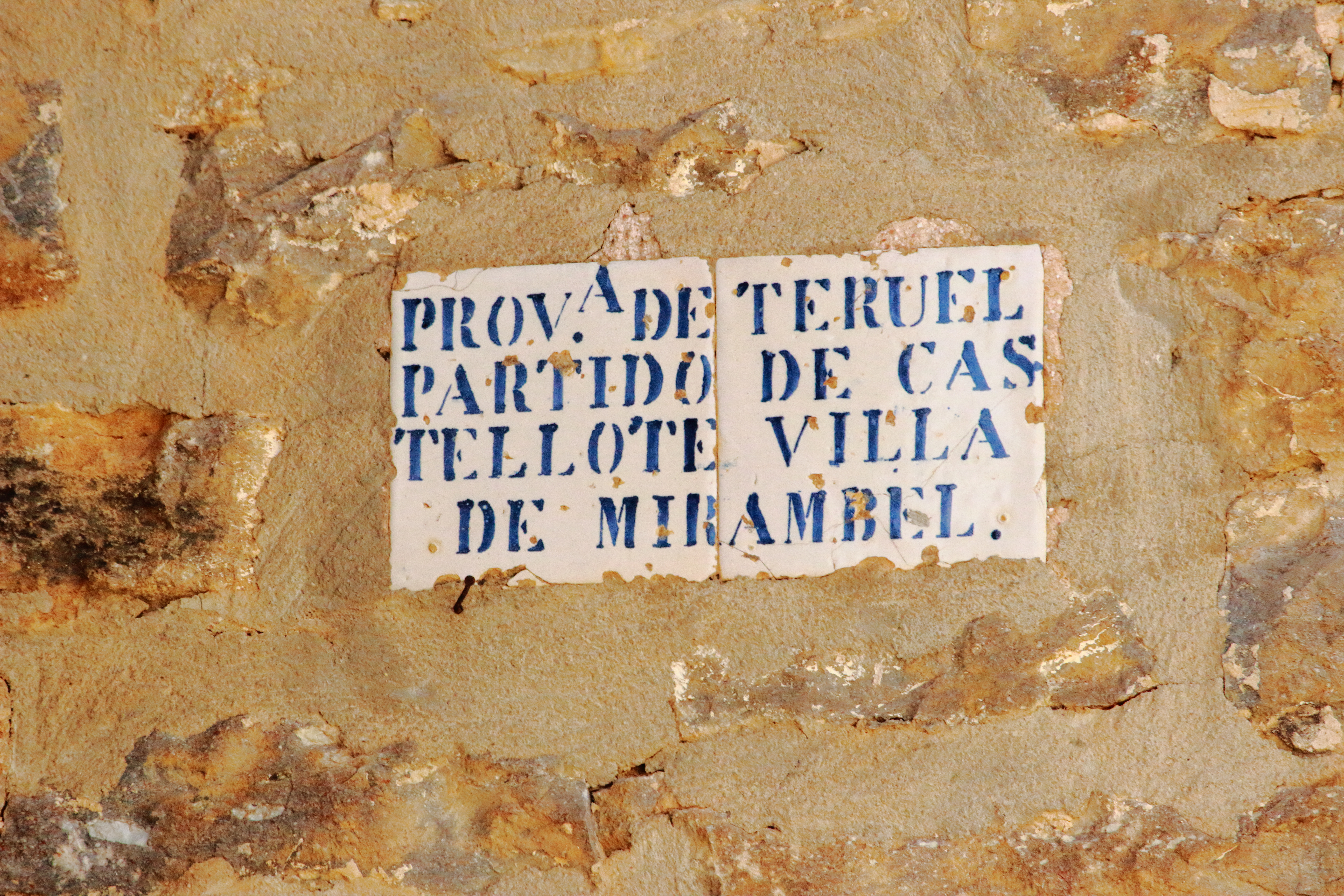
Azulejos haciendo referencia a la provincia de Teruel, al partido de Castellote y a la villa de Mirambel.

Confinaba al norte con el de Híjar, por el este con el de Valderrobres, por el sur con el de Albocácer (en la provincia de Castellón) y por el oeste con el de Aliaga.
Comprendía los municipios o localidades de Aguaviva, Alcorisa, Berge, Bordón, Cantavieja, Castellote, La Cuba, Las Cuevas de Cañart, Dos-Torres, Fozcalanda, La Iglesuela del Cid, Ladruñán, Luco de Bordón, Mas de las Matas, La Mata de los Olmos, Mirambel, Molinos, Los Olmos, Las Parras de Castellote, Santolea, Seno, Tronchón y Villarluengo.
En 1965 pasó a formar parte del partido judicial de Alcañiz.